# Callithauma basilica
Callithauma basilica är en fjärilsart som beskrevs av Turner 1900. Callithauma basilica ingår i släktet Callithauma och familjen praktmalar, Oecophoridae. Inga underarter finns listade i Catalogue of Life.